# United national liberation front of western south east Asia
Le United national liberation front of western south east Asia (UNLFWSEA) est un regroupement de plusieurs groupes séparatistes indiens armés (en) créé en Inde. L'armée est constituée du front uni de libération de l'Assam, du Conseil socialiste national du Nagaland (en), de l'Organisation de libération Kamtapur et du front démocratique national de Bodoland. Elle a revendiquée la responsabilité d'une escarmouche en 2015 dans l'état du Manipur contre des soldats indiens. Il s'agit de l'une des attaques les plus meurtrières contre les forces de sécurité indiennes depuis plus de trente ans,,.